# Iguana (género)

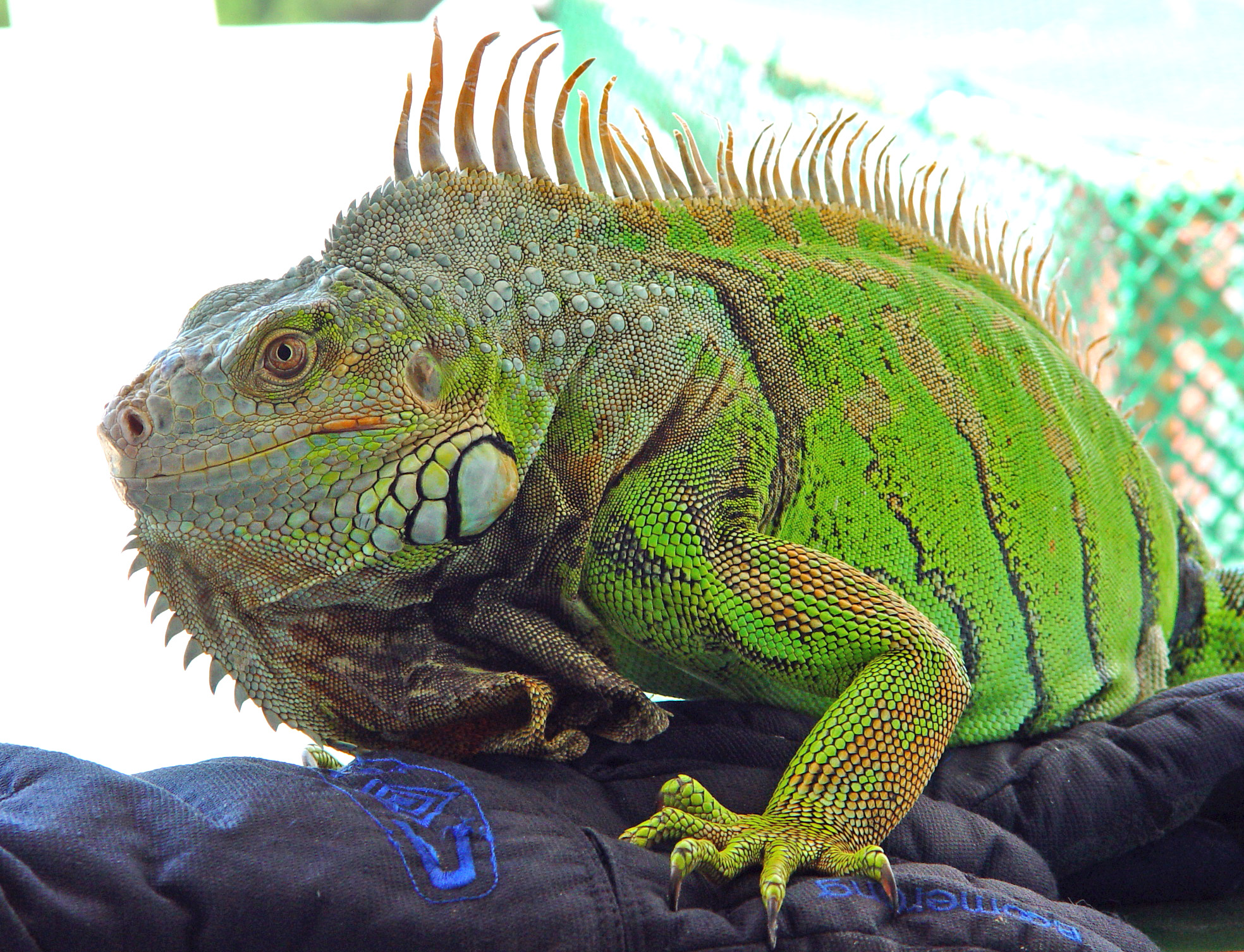
Iguana verde (Iguana iguana) en cautiverio.

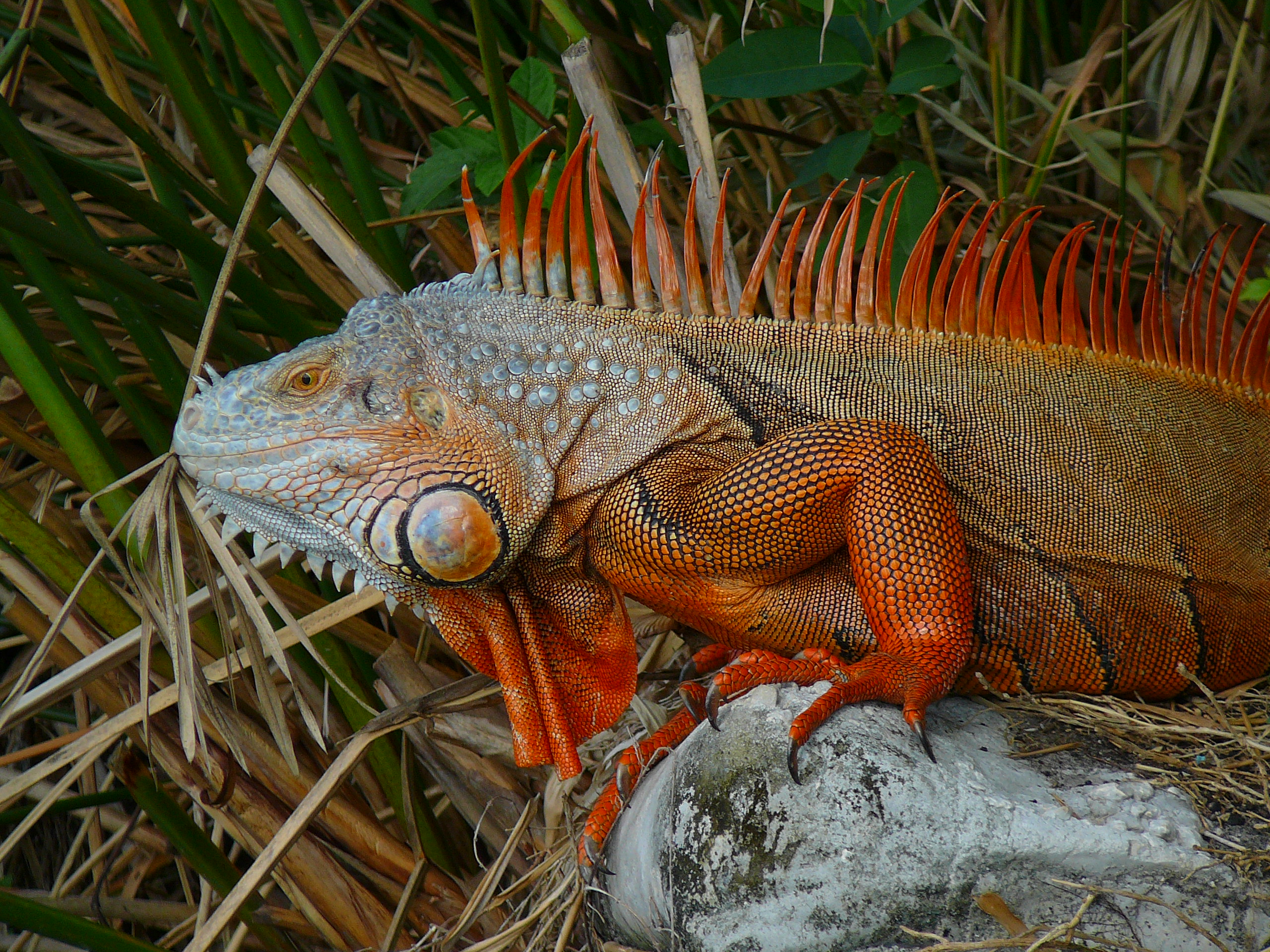
Iguana verde, ejemplar macho en época reproductiva.

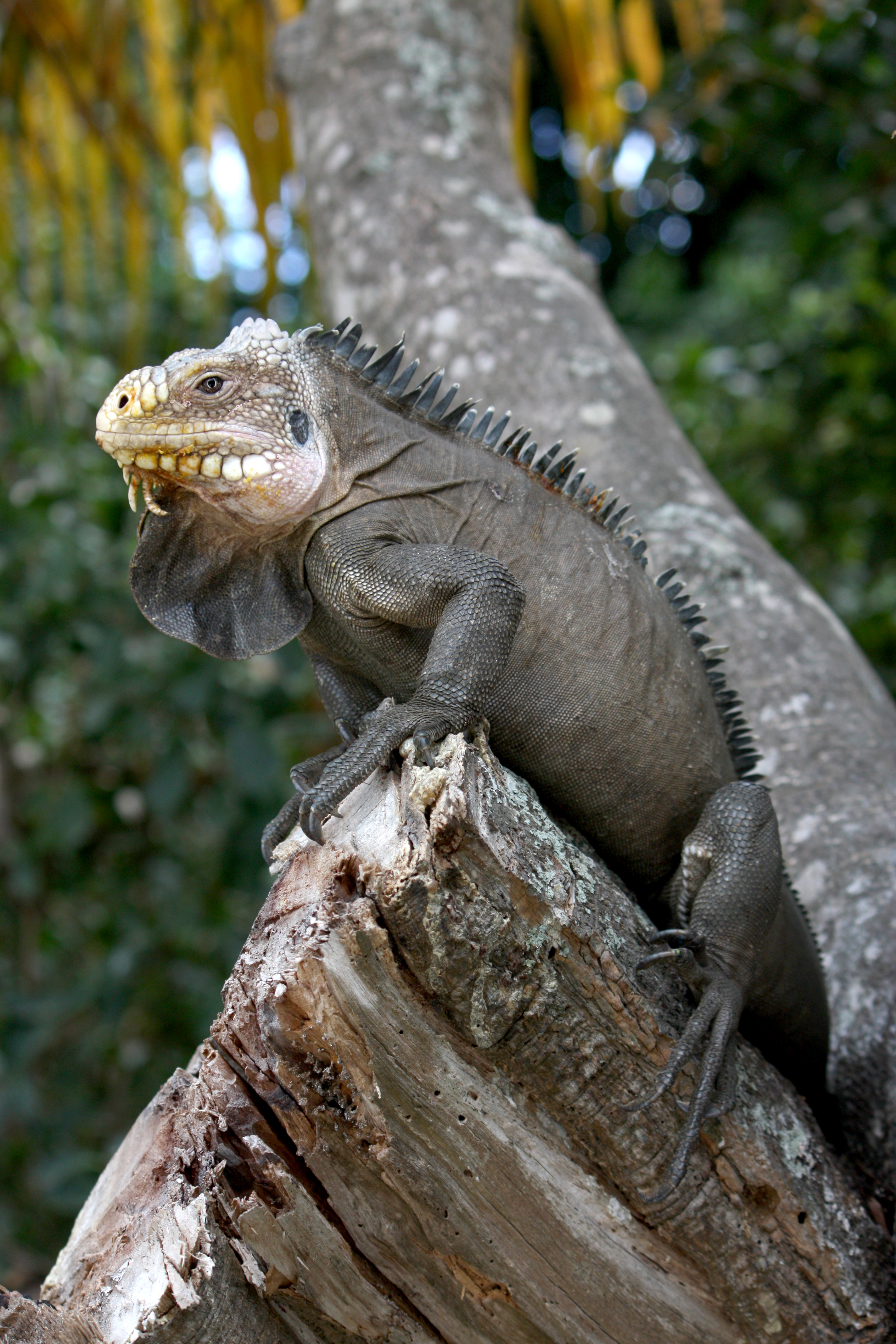
Iguana del Caribe (Iguana delicatissima).

Las iguanas verdaderas (Iguana) son un género de saurópsidos (reptiles) escamosos iguánidos, endémicas de zonas tropicales de Norteamérica, Centroamérica, Sudamérica y el Caribe. Fue descrito por primera vez por el naturalista austríaco Josephus Nicolaus Laurenti en su libro Specimen Medicum, Exhibens Synopsin Reptilium Emendatam cum Experimentis circa Venena en 1768.

## Etimología
La palabra «iguana» deriva del nombre taíno para este animal: iwana. Iguana iguana es la especie de este género más usada para la cría en cautiverio.

## Especies reconocidas
Actualmente se reconocen las siguientes especies:
- Iguana delicatissima Laurenti, 1768 - Iguana antillana común.[5]
- Iguana iguana (Linnaeus, 1758) - Iguana sudamericana, Iguana común, Iguana verde.[6][7]

## Descripción
Todas las especie de lagarto del género Iguana poseen una papada, un par de espinas que corren por la espalda hasta la cola y un tercer ojo en la cabeza. Este último es conocido como ojo parietal, el cual parece una escama pálida en la cabeza. Detrás del cuello hay unas escamas que asemejan a picos, nombrados escamas tuberculares.
La iguana verde (Iguana iguana) tiene 1,50 m de longitud. En el cuello y dorso tiene una alta cresta, formada por espinas independientes; otra serie de espinas similar aparece bajo el mentón. Posee cuerpo y cola alargados y estrechos; con esta última puede dar poderosos golpes, aunque es un animal inofensivo.
Las iguanas son animales omnívoros  ovíparos. Ponen sus huevos bajo tierra durante el mes de febrero. Llegan a la madurez sexual a los 16 meses de edad, pero son consideradas adultas a los 36 meses, cuando miden 70 cm de largo.

### Visión
Las iguanas tienen una excelente visión y pueden ver cuerpos, sombras y movimiento a grandes distancias. Usan sus ojos para navegar a través de selvas densas, así como también para encontrar comida. Tienen también ciertas señales visuales para comunicarse con otras iguanas.

### Audición
La oreja de la iguana es conocida como tímpano, que es una estructura externa localizada cerca de los ojos, y en realidad no procesa el sonido, simplemente lo transmite a un oído.

## Hábitat y distribución
Las iguanas son propias de zonas húmedas selváticas de Sudamérica, Norteamérica, Centroamérica y el Caribe (Neotrópico).
Viven normalmente en árboles, alrededor de 1,2 m sobre el suelo. A pesar de su tamaño, pueden moverse velozmente entre las plantas y son excelentes trepadoras y nadadoras.
Esta especie de lagarto vive en regiones de climas tropicales, templados a temperaturas de entre 27 y 40 °C, y un ambiente de  humedad superior al 70%. Para su supervivencia dependen de la vegetación que rodea estas áreas de selvas abundantes con pastizales, manglares, arbustos, riberas de ríos, acahuales, lagunas,  y tierra desértica.
La iguana es arborícola, gracias a sus fuertes garras puede trepar árboles hasta las ramas más altas, siendo su lugar predilecto para descansar y recargar energía con los rayos del sol.